# Liste der Gouverneure von Sikkim
Die folgende Tabelle listet die Gouverneure von Sikkim mit jeweiliger Amtszeit auf. Das ehemalige Königreich im Himalaya schloss sich 1975 nach einem Volksentscheid als Bundesstaat an die indische Union an.
| #  | Name                                       | Amtsantritt        | Ende der Amtszeit  |
| -- | ------------------------------------------ | ------------------ | ------------------ |
| 1  | Bipin Bihari Lal (1917–2008)               | 16. Mai 1975       | 9. Januar 1981     |
| 2  | Homi J. H. Taleyarkhan (1912–1998)         | 10. Januar 1981    | 17. Juni 1984      |
| 3  | Kona Prabhakara Rao (1916–1990)            | 18. Juni 1984      | 30. Mai 1985       |
| 4  | Bhishma Narain Singh (1933–2018)           | 31. Mai 1985       | 20. November 1985  |
| 5  | T. V. Rajeswar (1926–2018)                 | 21. November 1985  | 1. März 1989       |
| 6  | S. K. Bhatnagar (1930–2001)                | 2. März 1989       | 7. Februar 1990    |
| 7  | Radhakrishna Hariram Tahiliani (1930–2015) | 8. Februar 1990    | 20. September 1994 |
| 8  | P. Shiv Shankar (1929–2017)                | 21. September 1994 | 11. November 1995  |
| 9  | K. V. Raghunatha Reddy (1924–2002)         | 12. November 1995  | 9. Februar 1996    |
| 10 | Chaudhary Randhir Singh                    | 10. Februar 1996   | 17. Mai 2001       |
| 11 | Kidar Nath Sahani (1926–2012)              | 18. Mai 2001       | 24. Oktober 2002   |
| 12 | V. Rama Rao (1935–2016)                    | 25. Oktober 2002   | 12. Juli 2006      |
| 13 | Ramkrishnan Suryabhan Gavai (1929–2015)    | 13. Juli 2006      | 12. August 2006    |
| 14 | V. Rama Rao (1935–2016)                    | 13. August 2006    | 24. Oktober 2007   |
| 15 | Sudarshan Agarwal (1931–2019)              | 25. Oktober 2007   | 8. Juli 2008       |
| 16 | Balmiki Prasad Singh (* 1942)              | 9. Juli 2008       | 19. Juli 2013      |
| 17 | Shriniwas Dadasaheb Patil (* 1941)         | 20. Juli 2013      | 26. August 2018    |
| 18 | Ganga Prasad (* 1939)                      | 26. August 2018    | 12. Februar 2023   |
| 18 | Lakshman Prasad Acharya (* 1954)           | 16. Februar 2023   | 31. Juli 2024      |
| 19 | Om Prakash Mathur (* 1952)                 | 31. Juli 2024      | im Amt             |